# Меморіал слави (Микільське)

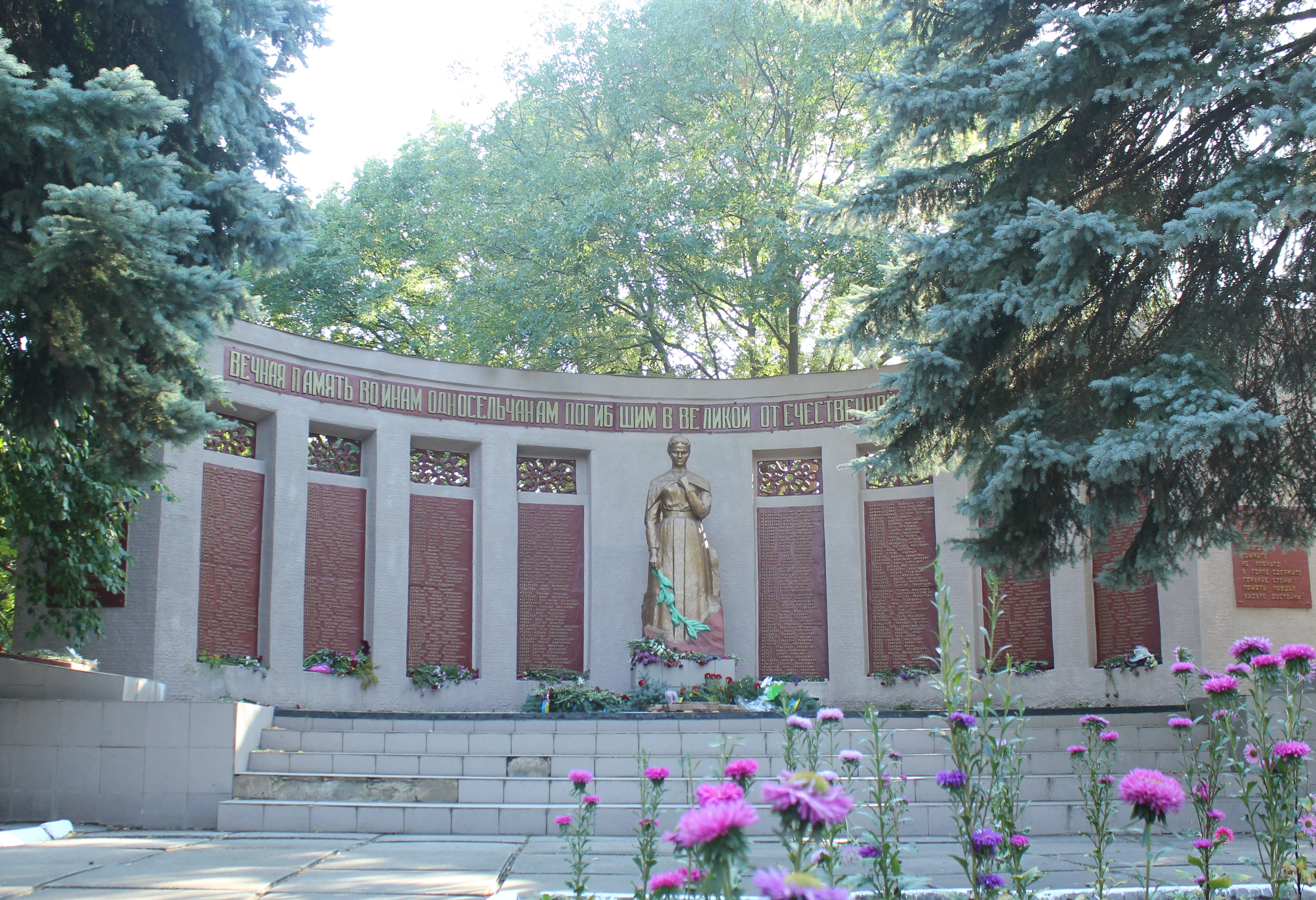

Знаходиться у центрі селища Микільське, у парку.
Меморіал уявляє собою цегляну стелу у формі овалу розміром 12,0 х 3,0 х 1,65. В центрі стели встановлена бетонна скульптура Скорботної Матері висотою 2.5 м. Загальна висота пам'ятника — 5 м. На бокових гранях стели — плити з написами і барельєфи орденів Великої Вітчизняної війни та Слави. На 8 чавунних плитах розміром 1.5 м х 1,0 м нанесені прізвища 423 односельців. Сюди ж була перенесена братська могила, яка знаходилася у центрі парку: 5 воїнів 416 Азербайджанської стрілецької дивізії, які загинули під час звільнення с. Нікольське. Відомі декілька прізвищ загиблих: мол. лейтенант Півненко, рядові І. Є. Проскурін, Г. К. Куренков, М. К. Бодашов та інші.
Тексти меморіальних написів на стелі: у верхній частині — «Вечная память воинам-односельчанам, погибшим в Великой Отечественной войне 1941—1945»; на бокових гранях: «Здесь похоронены воины Советской Армии, погибшие при освобождении пос. Володарское в сентябре 1943 г. Фамилии неизвестны», «Здесь похоронены граждане, расстрелянные гитлеровскими фашистами в октябре 1943 г. Фамилии неизвестны». (Помилка у тексті: мирні громадяни були розстріляні у вересні 1943 р.). Пантеон Слави був відкритий 9 травня 1969 р.

## Історична довідка
Село Нікольське (Володарське) було окуповане німецькими і румунськими військами з 9 жовтня 1941 року по 14 вересня 1943 року. Відступаючи на схід, частини 9-ї Армії Південного фронту (30-а та 51-а стрілецькі дивізії) в районі села тримали оборону, прикриваючи підступи до Маріуполь. Зокрема це були бійці 723-го та 726-го стрілецьких полків 395 стрілецької дивізії. Після відступу Червоної Армії місцеві жителі крадькома поховали загиблих. Даних про кількість загиблих в архівах не збереглося. У вересні 1943 року німці перед своїм відступом неподалік села Нікольське розстріляли групу патріотів, яка чинила опір фашистським загарбникам. По деяким даним їх було 37. 14 вересня 1943 року полки 4-го гвардійського кавалерійського корпусу, 248-ї, 347-ї та 416 Азербайджанської стрілецької дивізії, переслідуючи німецькі частини, пройшли через село. У сутичках з німцями загинуло декілька бійців, ще декілька померло від ран у медсанбаті. Їх поховали у братській могилі. У 1969 році був споруджений Меморіал пам'яті у центрі селища, у парку. Туди перенесли останки воїнів-визволителів, які були установлені (мол. лейтенант Півненко, рядові Проскурін, Куренков, Бодашов та інші) та мирних жителів.